# 中阳虫门
中阳虫门（或）是一类原生生物，包括一些固着生活和游动生活的类群，在淡水与海水中都有发现，但主要生活在深海。

## 特性
其生物个体都为单细胞且呈球形，直径在30-80微米左右，且有许多针状伪足（轴足，axopods），与取食和运动有关。 

## 延伸阅读
- Patterson DJ. . Am. Nat. October 1999, 154 (S4): S96–S124  [2013-04-10]. PMID 10527921. doi:10.1086/303287. （原始内容存档于2020-11-22）.